# Schlacht von Forum Gallorum
Die Schlacht von Forum Gallorum fand am 14. oder 15. April 43 v. Chr. während des Mutinensischen Krieges, eines Abschnitts der römischen Bürgerkriege nach der Ermordung des Diktators Gaius Iulius Caesar, statt.
Im Frühjahr 43 v. Chr. standen sich vor dem oberitalienischen Mutina (heute Modena), in dem sich der Caesarmörder Decimus Iunius Brutus Albinus aufhielt, die Truppen des Caesaranhängers Marcus Antonius und des römischen Senats gegenüber. Die Kommandeure der Streitkräfte des Senats waren Caesars Adoptivsohn Octavian (der spätere Augustus) und der Konsul Aulus Hirtius. Zu ihrer Verstärkung rückte der zweite Konsul Gaius Vibius Pansa Caetronianus mit vier neu ausgehobenen Legionen auf der Via Aemilia heran. Antonius fing ihn aber am 14. oder 15. April mit zwei erfahrenen Legionen (der Legio II und XXXV), zwei Prätorianerkohorten sowie Reiterei und Leichtbewaffneten bei Forum Gallorum, einem Dorf im sumpfigen Gelände etwa elf Kilometer südöstlich von Mutina, ab.
Hirtius hatte seinem Kollegen Pansa zur Verstärkung die Marslegion unter ihrem Kommandanten Servius Sulpicius Galba und zwei Prätorianerkohorten entgegengeschickt. Diese kampferprobten Truppen traten, nach Aussage Galbas auf eigene Initiative, den beiden Legionen des Antonius zunächst allein entgegen, mussten sich nach heftigen Kämpfen aber zurückziehen; Pansa selbst wurde durch einen Speer verwundet. Antonius’ Truppen fügten danach den Rekrutenlegionen in deren rasch aufgeschlagenem Lager schwere Verluste zu.
Als Hirtius von diesem Gefecht erfuhr, rückte er mit zwei Legionen, der IV. und VII., zum Entsatz heran, konnte die aufgrund ihres vermeintlichen Sieges sorglosen Truppen des Antonius überraschen und ihnen schwere Verluste zufügen. Antonius, der wie Pansa etwa die Hälfte seiner Männer verloren hatte, musste sich zum Dorf Forum Gallorum zurückziehen. Die Senatstruppen erbeuteten zwei Legionsadler und sechzig weitere Feldzeichen. Der vor Mutina zurückgebliebene Octavian wehrte am selben Tag einen Angriff der restlichen Truppen des Antonius unter Führung von dessen Bruder Lucius ab.
Als man in Rom einige Tage später die Nachricht vom Ausgang der Schlacht erhielt, bestätigte der Senat auf Vorschlag Marcus Tullius Ciceros am 21. April die Ausrufung der drei Feldherrn zu Imperatoren und beschloss ein Dankfest.
Hirtius fiel am 21. April in der Schlacht von Mutina, Pansa starb nur zwei Tage nach ihm an den Folgen seiner Verwundung. Octavian, der als einziger Feldherr des Senats (neben Decimus Brutus) übrig geblieben war, vertrat fortan nur noch seine eigenen Interessen.